# Сура (журнал)
Сура — единственный литературный журнал в Пензе и Пензенской области. Выходит с августа 1991 г. Позиционирует себя как журнал современной литературы, культуры и общественной мысли. Тираж более 1000 экз., есть всероссийская подписка. Периодичность — 6 раз в год, 1 раз в два месяца. На обложке журнала — профиль М. Ю. Лермонтова. Среди редакторов были Н. И. Катков и В. А. Сидоренко. С 2003 г. по настоящее время — Главный редактор Шигин Борис Владиленович (с № 58). В журнале работают: редактор отдела поэзии — Лидия Дорошина, отдела прозы — Б. В. Шигин, отдела истории и краеведения — Олег Сиротин, художественный редактор — Сергей А. Пономарёв, технический редактор — Ольга Макарова. 

## Общественный совет
В совет журнала входят: Владимир Артамонов (Ульяновск), Семён Вахштайн, Геннадий Горланов, Дмитрий Жаткин, Николай Инюшкин, Александр Князев (С-Петербург), Александр Ломовцев, Вячеслав Нефёдов (Москва), Андрей Новиков (Липецк), Александр Тугаров, Оксана Чубарь, Валерий Сухов, Виктор Терентьев, Игорь Шишкин, Михаил Фёдоров (Воронеж), Лариса Яшина — все они видные общественные и культурные деятели Пензенской области, члены Союза писателей РФ, Союза журналистов РФ или учёные.

## История и современность
Среди бывших и современных авторов журнала — Тамара Мельникова, Иван Щеблыкин, Алексей Борычев и другие писатели и поэты. В редакции журнала побывали секретарь Союза писателей РФ Николай Владимирович Переяслов, корреспондент «Литературной газеты» Владимир Шемшученко, многие лауреаты Лермонтовской премии; в феврале 2011 г. — Нефёдов Вячеслав Викторович, кандидат исторических наук, вице-президент Фонда содействия развитию русской культуры (Москва), автор статей в журналах «Сура» (с 2010), «Мир музея» и газетах «Бековский вестник», «Культура», «Советская Россия», «Литературная газета». На страницах журнала поддерживают творчество читателей в рубриках «Дебют» и «Творчество наших читателей».
В редакции действуют четыре клуба по интересам, были выпущены 2 сборника молодой пензенской прозы и поэзии. Есть свои просветительские программы, праздники, фестивали. Юбилейный 100-й номер журнала вышел в декабре 2010 года. В 2010—2011 годах в журнале публиковались материалы к 200-летнему юбилею В. Г. Белинского. Шесть раз в год, после выхода очередного номера журнала, проводится презентация «Суры» в конференц-зале областной библиотеки им. М. Ю. Лермонтова.
В 2013 г. журнал публиковал материалы к 350-летию Пензы и к 200-летнему юбилею М. Ю. Лермонтова.

## Лауреаты премии журнала
Первыми лауреатами премии «Суры» стали:
- 2009 год: в разделе «Поэзия» Марина Герасимова, Алёна Шишкина, Анна Мартышина; в разделе «Проза» Михаил Фёдоров и Сергей Щербаков; в разделе «Критика и литературное краеведение» Николай Инюшкин,Геннадий Горланов и Маргарита Борцова.
- 2010 год: в разделе «Поэзия» Владимир Шемшученко, Елена Чебалина; в разделе «Проза» Ольга Коршунова и Юрий Кузнецов; в разделе «Критика и литературное краеведение» Пётр Фролов и Виктор Терентьев.
- 2011 год: в разделе «Поэзия» Роман Рябов из Пензы, Ольга Денисова из Евлашева и Елена Баринова из Заречного; в разделе «Проза» Светлана Фельде из Германии и Александр и Людмила Белаши из Пензы; в разделе «Критика и литературное краеведение» Ирина Монахова из Москвы, Олег Пугачёв из Пензы и Эдуард Анашкин из Самары.
- 2012 год: в разделе «Поэзия» Николай Переяслов из Москвы, Вячеслав Филонов из Пензы; в разделе «Проза» Валериан Александров и Зинаида Пурис из Пензы, Семён Каминский (США, Чикаго); в разделе «Критика и литературное краеведение» Татьяна Кольян (музей «Тарханы»), Александр Волков из Пензы и Вячеслав Нефёдов из Москвы.
- 2013 год: в номинации «Поэзия» Елизавета Мартынова, Сергей Шилкин и Анна Коржавина; в разделе «Проза» Николай Буянов, Валерий Михайлов и Михаил Фёдоров; Кирилл Вишневский, Роман Давыдов и Дмитрий Мурашов в разделе «Критика и литературное краеведение».
- 2014 год: в номинации «Поэзия» Антон Шумилин и Сергей Жидков из Пензы, Владимир Попович из Самары; в разделе «Проза» Николай Буянов из Пензы, Владимир Шигин и Валерий Сапунов из Москвы; Татьяна Кайманова из Пензы, Сергей Михеенков из Тарусы и Николай Серафимов из Санкт-Петербурга в разделе «Критика и литературное краеведение».